# Manufahi (município)

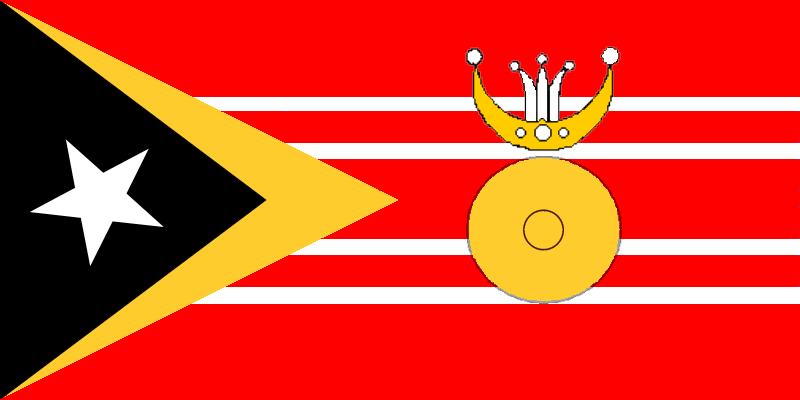
Bandeira da Manufahi

Manufahi é um dos 13 municípios administrativos de Timor-Leste, localizado na costa sul da ilha. A nascente confina com o município de Manatuto, a norte com Aileu, a poente com Ainaro e a sul com o Mar de Timor.
Tem 48628 habitantes (Censo de 2010) e uma área de 1.325 km². A sua capital é a cidade de Same.
O município de Manufahi é idêntico ao concelho de Same do tempo do Timor Português criado em 1945 e inclui os postos administrativos de:
- Alas,
- Fatuberliu,
- Same
- Turiscai. Este último posto administrativo -- Turiscai -- pertencia ao município de Ainaro e foi durante a administração indonésia que passou para Manufahi, em troca com o de Hatudo que passou a pertencer a Ainaro.

Para além das línguas oficiais do país, o tétum e o português, no município de Manufahi grande parte da população expressa-se também em mambai.

## Equipamentos
- Escola Secundária Geral Halibur Betano (suco de Betane, posto administrativo Same)
- Instituto Politécnico de Betano